# Art Hickman
Pour les articles homonymes, voir Hickman.
Arthur G. Hickman (1886-1930). Batteur et pianiste, il est surtout connu pour être le meneur de son orchestre souvent perçu comme l'ancêtre du big band ce qui en fait aux yeux de certains, un des premiers groupes de Jazz[réf. souhaitée].